# David Eisenbud
David Eisenbud (sinh ngày 8 tháng 4 năm 1947) là một nhà toán học Mỹ. Hiện ông là giám đốc Viện nghiên cứu khoa học toán học (MSRI - Mathematical Sciences Research Institute) và là giáo sư toán tại Đại học California tại Berkeley.
Eisenbud nhận bằng tiến sĩ năm 1970 tại Đại học Chicago, nơi ông là học trò của Saunders Mac Lane và - một cách không chính thức - của J. C. Robson. Sau đó ông dạy tại Đại học Brandeis từ năm 1970 đến 1997.
Từ năm 2003 đến 2005, ông là chủ tịch hội toán học Mỹ.
Lĩnh vực nghiên cứu của Eisenbud là đại số giao hoán, đại số không giao hoán, hình học đại số, tô pô và phương pháp tính toán trong các ngành này. Ông viết gần 150 bài báo với hơn 50 đồng tác giả. Ông có 23 nghiên cứu sinh.
Sở thích của Eisenbud là chơi tung hứng (ông đã viết hai bài báo về toán học của trò tung hứng) và âm nhạc. Ông được thưởng giải Leroy P. Steele năm 2010.

## Tác phẩm chọn lọc
- Eisenbud, David (1995). Commutative algebra with a view toward algebraic geometry. New York: Springer-Verlag. tr. xvi+785. ISBN 0-387-94268-8. {{Chú thích sách}}: Đã bỏ qua tham số không rõ |Series= (gợi ý |series=) (trợ giúp); Đã bỏ qua tham số không rõ |Volume= (gợi ý |volume=) (trợ giúp)
- Eisenbud, David (2005). The geometry of syzygies. A second course in commutative algebra and algebraic geometry. New York: Springer-Verlag. tr. xvi+243. ISBN 0-387-22215-4. {{Chú thích sách}}: Đã bỏ qua tham số không rõ |Series= (gợi ý |series=) (trợ giúp); Đã bỏ qua tham số không rõ |Volume= (gợi ý |volume=) (trợ giúp)